# Chang Hao (Synchronschwimmerin)
Chang Hao (chinesisch 常昊, Pinyin Cháng Hào; * 28. April 1997 in Peking) ist eine chinesische Synchronschwimmerin.

## Erfolge
Chang Hao belegte bei den Weltmeisterschaften 2017 in Budapest mit der chinesischen Mannschaft den zweiten Platz im technischen Programm der Mannschaftskonkurrenz und sicherte sich so ihre erste internationale Medaille. Noch besser verlief die Kombination, in der die Chinesinnen vor der Ukraine und Japan Weltmeisterinnen wurden. Bei den Asienspielen 2018 in Jakarta gehörte Chang ebenfalls zum chinesischen Kader und gewann mit diesem die Goldmedaille. Auch 2019 war sie bei den Weltmeisterschaften in Gwangju wieder Teil der Mannschaft. Mit ihr wurde sie in der Kombination und im technischen Programm hinter der russischen Mannschaft Vizeweltmeisterin.
Gleich zweimal wurde sie 2022 in Budapest mit der Mannschaft Weltmeisterin. Sowohl im technischen als auch im freien Programm der Mannschaftskonkurrenz belegte sie mit der chinesischen Équipe den ersten Platz. Ein Jahr darauf wurde Chang in Fukuoka mit der Mannschaft im freien Programm sowie im Akrobatik-Wettkampf zwei weitere Male Weltmeisterin. Bei den 2023 ausgetragenen Asienspielen 2022 in Hangzhou gewann sie mit der Mannschaft wie schon 2018 ebenfalls die Goldmedaille. Drei weitere Titelgewinne folgten für Chang bei den Weltmeisterschaften 2024 in Doha: mit der Mannschaft wurde sie im freien wie auch im technischen Programm Weltmeisterin, außerdem im Akrobatik-Wettkampf. Bei den Olympischen Spielen 2024 in Paris gehörte Chang zum chinesischen Aufgebot im Mannschaftswettbewerb, den die Chinesinnen deutlich gewannen. Sowohl im technischen Teil wie auch in der Kür und der Akrobatik erzielten sie mit größerem Vorsprung die jeweils höchste Punktzahl und beendeten den Wettkampf mit 996,1389 Punkten auf Rang eins, vor der US-amerikanischen Mannschaft mit 914,3421 Punkten und Spanien mit 900,7319 Punkten. Neben Chang erhielten außerdem Feng Yu, Wang Ciyue, Wang Liuyi, Wang Qianyi, Xiang Binxuan, Xiao Yanning und Zhang Yayi die Goldmedaille.